# Éric Théobald
Pour les articles homonymes, voir Theobald.
 (octobre 2021).
Éric Théobald est un acteur, metteur en scène, scénariste et réalisateur français.

## Biographie
Formé à l'École Florent et à l'École du théâtre national de Chaillot, il a appartenu trois ans à la Comédie Française, entre 1993 et 1996, où il a joué sous la direction de Roger Planchon, Jacques Lassalle, Georges Lavaudant, Alexander Lang, Jean-Luc Boutté. 
Au théâtre, il a joué sous la direction d'Andrzej Seweryn, Jean-Luc Revol, Pierre Laville, Pierre Cassignard.
Au cinéma et à la télévision, il a tourné avec Philippe Lioret, Robert Zemeckis, Pierre Schoeller, Jonathan Barré, François Prevost-Leygonie et Stéphane Archinard, Antoine de Caunes, Christophe Otzenberger, Florence Quentin, Fabien Onteniente, Benoît Jacquot, Jean-Pierre Améris, Robin Davis, Daniel Losset, Philippe Bérenger, Claire de la Rochefoucauld.
Il a mis en scène une comédie burlesque (Adam et Eve) au Théâtre de la Gaîté-Montparnasse, Cauet dans son seul en scène (Cauet sur scène) et Isabelle Vitari (Isabelle Vitari se livre), dans un seul en scène qu’il a également co-écrit, un spectacle pour enfants (Chut… mes lunettes ont un secret !) au Théâtre de la Pépinière à Paris.
Il a également mis en scène la première version du spectacle de Mickael Youn (Pluskapoil), ainsi que les trois spectacles de François-Xavier Demaison qu'il a également co-écrit et dont ils obtiennent, pour le premier, une nomination aux Molières 2007 pour le Meilleur Seul en scène, une Nomination pour le Meilleur Spectacle Seul en Scène au Globe de Diamant 2008 et le Raimu du Meilleur Spectacle Seul en scène en 2008, pour le second, une Nomination pour le Meilleur Spectacle Seul en Scène au Globe de Diamant 2013 et pour le troisième une Nomination aux Molières 2017 pour le Meilleur Spectacle d’Humour.
En 2018/ 2019/ 2020/ 2021, il met en scène Sandrine Sarroche au Théâtre du Gymnase, au Petit Palais des Glaces, Grand Palais des Glaces, Théâtre des Nouveautés et en Tournée.
Marcel Amont au Théâtre de L'Alhambra et Tournée, 
Isabelle Vitari ( Bien Entourée) au Petit Palais des Glaces 
Richard Berry dans Plaidoiries. au Théâtre Antoine, Théâtre Libre et en Tournée, pièce qui obtient le Globe de Cristal de la Meilleure Pièce de Théâtre 2019.
En 2020/ 2021, il met en scène au Théâtre Tristan Bernard Affaires Sensibles (d'après l'émission radiophonique de France Inter).
En 2022, il met en scène et co-écrit Di(x) Vin(s) seul en scène de et avec François-Xavier Demaison, Un Soir en Absurdie de Stéphane de Grodt, Valérie Damidot s'expose en tournée et Michal en concert au Théâtre de l'Oeuvre.
En 2023/ 2024, il met en scène Jeanfi Jannsens, au Grand Point Virgule, Richard Berry dans L'Audience est Ouverte au Théâtre de la Michodière.
En 2024 / 2025 II coécrit et met en scène Dans les Etoiles de et avec David Elbaz, astrophysicien au Théâtre de la Gaité Montparnasse ainsi que Ryad Baxx sort de l'Ombre en tournée et au Festival d'Avignon ( Théâtre Carnot ).

## Filmographie

### Acteur

#### Cinéma
- 1999 : Mauvaises Fréquentations de Jean-Pierre Améris
- 2000 : Sade de Benoît Jacquot
- 2002 : Trois Zéros de Fabien Onteniente
- 2003 : La Beuze de Thomas Sorriaux et François Desagnat
- 2005 : Itinéraires de Christophe Otzenberger
- 2005 : Olé! de Florence Quentin
- 2012 : Amitiés sincères de François Prévôt-Leygonie et Stéphan Archinard
- 2012 : Il était une fois, une fois de Christian Merret-Palmair
- 2016 : La Folle Histoire de Max et Léon de Jonathan Barré
- 2016 : Camping 3 de Fabien Onteniente
- 2017 : Alliés de Robert Zemeckis
- 2017 : Je vais mieux de Jean-Pierre Améris
- 2022 : Les Vedettes de Jonathan Barré
- 2022 : 16 Ans de Philippe Lioret
- 2023 : Marinette de Virginie Verrier
- 2025 : Vacances forcées de François Prévôt-Leygonie et Stéphan Archinard

#### Courts métrages
- 1998 : Jack's potes
- 2000 : Pique-nique
- 2007 : Condamnation Centralisée
- 2009 : T'essuies tes pieds steuplé!
- 2011 : Last Blood
- 2012 : Ce chien couché à ses pieds
- 2012 : Mon canard
- 2013 : Alice Island

#### Télévision
- 2000 : La Crim
- 2000 : Angle Mort
- 2001 : Central Nuit
- 2001 :  "Les jeux du Cirque"
- 2003 : L'affaire Martial
- 2005 : Félix Leclerc
- 2005 : Avocats et Associés
- 2004 :Vive mon entreprise
- 2005 : Retiens-moi
- 2005 : Léa Parker
- 2005 : Jeff et Léo
- 2006 : Samantha oups! :
- 2006 : Rose et Val
- 2007 : Julie Lescaut
- 2007 : Famille d'Accuei
- 2007 : Avocats et Associés réalisation de Claire de la Rochefoucault
- 2008 : Guy Môquet, un amour fusillé réalisation de Philippe Bérenger
- 2008 : Roue de secours
- 2009 : P.J. réalisation de Claire de la Rochefoucault
- 2010 : Quand l'amour s'emmêle réalisation de Claire de la Rochefoucault
- 2010 : Section de recherches
- 2011 : Les affaires sont les affaires réalisation de Philippe Bérenger
- 2012 : Équipe Médicale d'Urgence
- 2012 : Dame de Carreau
- 2012 : R.I.S. Police scientifique
- 2013 : Nicolas Le Floch réalisation de Philippe Bérenger
- 2013 : C'est pas de l'Amour de Jérôme Cornuau
- 2013 : Les anonymes réalisation de Pierre Schoeller
- 2013 : Palmashow réalisation de Jonathan Barré
- 2014 : La Dernière Échappée réalisation de Fabien Onteniente
- 2015 : Camping paradis
- 2016 : Lebowitz contre Lebowitz réalisation de Frédéric Berthe
- 2016 : La Petite Histoire de France - Saison 2
- 2017 : Alex Hugo réalisation de Philippe Bérenger
- 2019 : Balthazar - saison 2
- 2020 : La Petite Histoire de France - Saison 4
- 2021 : À mon tour de Frédéric Berthe
- 2023 : La Petite Histoire de France - Saison 5

#### Courts métrages
- 1998 : Jack's potes
- 2000 : Pique-nique

### Scénariste

#### Courts métrages
- 1998 : Jack's potes
- 2000 : Pique-nique

## Théâtre
- Les Darons, mise en scène Luc Sonzogni Collaboration artistique Michèle Bernier au Café de la Gare
- Mange de Bénédicte Fossey et Éric Romand, mise en scène Pierre Cassignard au Théâtre de la Tête d'or.
- Inséparables de Muriel Combeau et Nathalie Levy-Lang) - mise en scène Thierry Lavat au Ciné XIII
- L'Inspecteur Whaff de Tom Stoppard, mise en scène par Jean-Luc Revol au Théâtre Tristan Bernard
- Moi ! Moi ! Moi ! de Christine Anglio et Corinne Puget, mise en scène Eric Théobald au Théâtre du Temple
- Adam et Eve de Myriam Ullens et Louis-Michel Colas, mise en scène Eric Théobald au Théâtre de la Gaité Montparnasse
- Un Cheval de Jean-Marie Besset, mise en scène Gilbert Desveaux au Théâtre Pépinière Opéra
- Romance de David Mamet, mise en scène Pierre Laville au Théâtre Tristan Bernard. Nomination Molière 2006
- Tartuffe de Molière, mise en scène Jean-Luc Revol. Tournée
- Le Mariage de Gogol, mise en scène Fabrice Maigrot au Nouveau Théâtre de Mouffetard
- Les Trente millions de Gladiator de Labiche, mise en scène Jean-Luc Revol. Tournée
- Le Sang des Atrides de Sophocle, mise en scène Fabrice Maigrot à La Grande scène de Chateauroux
- Vagues de nuit de Michel Lopez, mise en scène Michel Lopez au Théâtre du Petit Hébertot et Théâtre du Balcon (Avignon)
- L'Ombre d'un franc-tireur de Sean O Casey, mise en scène Julien Téphany au Théâtre Trévise
- La Princesse d'Elide de Molière, mise en scène Jean-Luc Revol au Théâtre André Malraux Kremlin Bicêtre et en tournée
- Errance amoureuse de Michel Lopez, mise en scène Michel Lopez au Théâtre National de Chaillot
- Peines d'amour perdues  de Shakespeare, mise en scène Andrzej Seweryn au Théâtre National de Chaillot et CDN de Gennevilliers
- Roger, Roger et Roger de Sotha, mise en scène Henri Guybet au Café de la Gare
- Breakfast club de John Hughes, mise en scène Eric Théobald au Théâtre de la Mare au Diable

### Comédie Française (1993/1996)
- Dom Juan de Molière - mise en scène Jacques Lassalle au Brooklyn Academy of Music à New-York, à la  Cour d'honneur d'Avignon, à la Comédie-Française. Nomination Molière Meilleur Spectacle 1994
- Lucrèce Borgia de Victor Hugo - mise en scène Jean-Luc Boutté
- Occupe-toi d'Amélie de Feydeau  - mise en scène Roger Planchon
- Hamlet de William Shakespeare - mise en scène Georges Lavaudant
- Le Prince de Hombourg de Kleist - mise en scène Alexander Lang
- La serva amorosa de Carlo Goldoni - mise en scène Jacques Lassalle

### Mise en scène
- 2025 Ryad Baxx sort de L'Ombre en tournée. Festival D'Avignon

- 2023/2024 Dans les Etoiles de et avec David Elbaz, astrophysicien. Théâtre de la Gaité Montparnasse
- Jeanfi Janssens au Grand Point Virgule / Comédie des Champs-Elysées
- En tournée: Affaires Sensibles, Fabrice Drouelle, Di(x) Vin(s) François-Xavier Demaison, Sandrine Sarroche.
- L'audience est Ouverte " Théâtre de la Michodière avec Richard Berry
- 2022 Un Soir en Absurdie de et avec Stéphane de Grodt et Valérie Bonneton, Camille Chamoux, Emilie Caen, Raphael Personnaz, François-Xavier Demaison, Eric Elmosnino, André Manoukian et Gilles Gaston-Dreyfus. Théâtre de L'Oeuvre. MIchal en concert Théâtre de L'Oeuvre.
- 2021 / 2022 Di(x) Vin(s) François-Xavier Demaison Théâtre de L'Oeuvre. Tournée. Valérie Damidot s'expose en tournée. Affaires Sensibles , Théâtre Tristan Bernard.
- 2018 / 2019 / 2020/ 2021/ 2022 Plaidoiries, Théâtre Antoine. Théâtre Libre. Globe de Cristal de la Meilleure Pièce de Théâtre 2019.
- 2019 / 2020 / 2021 / 2022 "Bien Entourée" de Isabelle Vitari, Mélusine Laura Raynaud et Eric Théobald à la Nouvelle Seine, Petit Palais des Glaces Grand Point Virgule et en tournée.
- 2019 / 2020 / 2021 / 2022 Sandrine Sarroche 2.0, Palais des Glaces. Théâtre des Nouveautés. Folies Bergère.
- 2019 Marcel raconte Amont , Théâtre de L'Alhambra.
- 2018 Chut! Mes lunettes ont un secret de Vanessa Varon au Théâtre de la Pépinière. 2018
- 2017 François-Xavier Demaison de François-Xavier Demaison, Samuel Le Bihan , Mickaël Quiroga et Éric Théobald, à l'Olympia et en tournée. Nomination Meilleur spectacle d'humour aux Molières 2017
- 2012 / 2013 Demaison s'évade de François-Xavier Demaison, Samuel Le Bihan, Mickaël Quiroga et Éric Théobald au Théâtre de la Gaîté-Montparnasse . Nomination pour le Meilleur Spectacle Seul en Scène au Globe de Diamant 2013
- 2013 Cauet sur scène au Palais des Glaces, Palais des Sports et en tournée
- 2006 / 2007 / 2008 Demaison s'envole de François-Xavier Demaison, Samuel Le Bihan, Mickaël Quiroga et Éric Théobald, au Casino de Paris Nomination Molière 2007 Meilleur Spectacle Seul en Scène. Nomination Globe de Diamant 2008 Meilleur Spectacle Seul en Scène. Raimu du Meilleur Spectacle Seul en scène 2008.
- Moi! Moi! Moi!, écrit par Corinne Puget et Christine Anglio, au Théâtre du Temple
- Pluskapoil (1re version) de Michaël Youn.
- Breakfast club de John Hughes,